# Szent Orsolya
Szent Orsolya valószínűleg a 4. században élt, bár a legenda szerint az 5. századtól övezi nagy tisztelet, a római katolikus egyház szentje.

## Hagiográfiai legendája

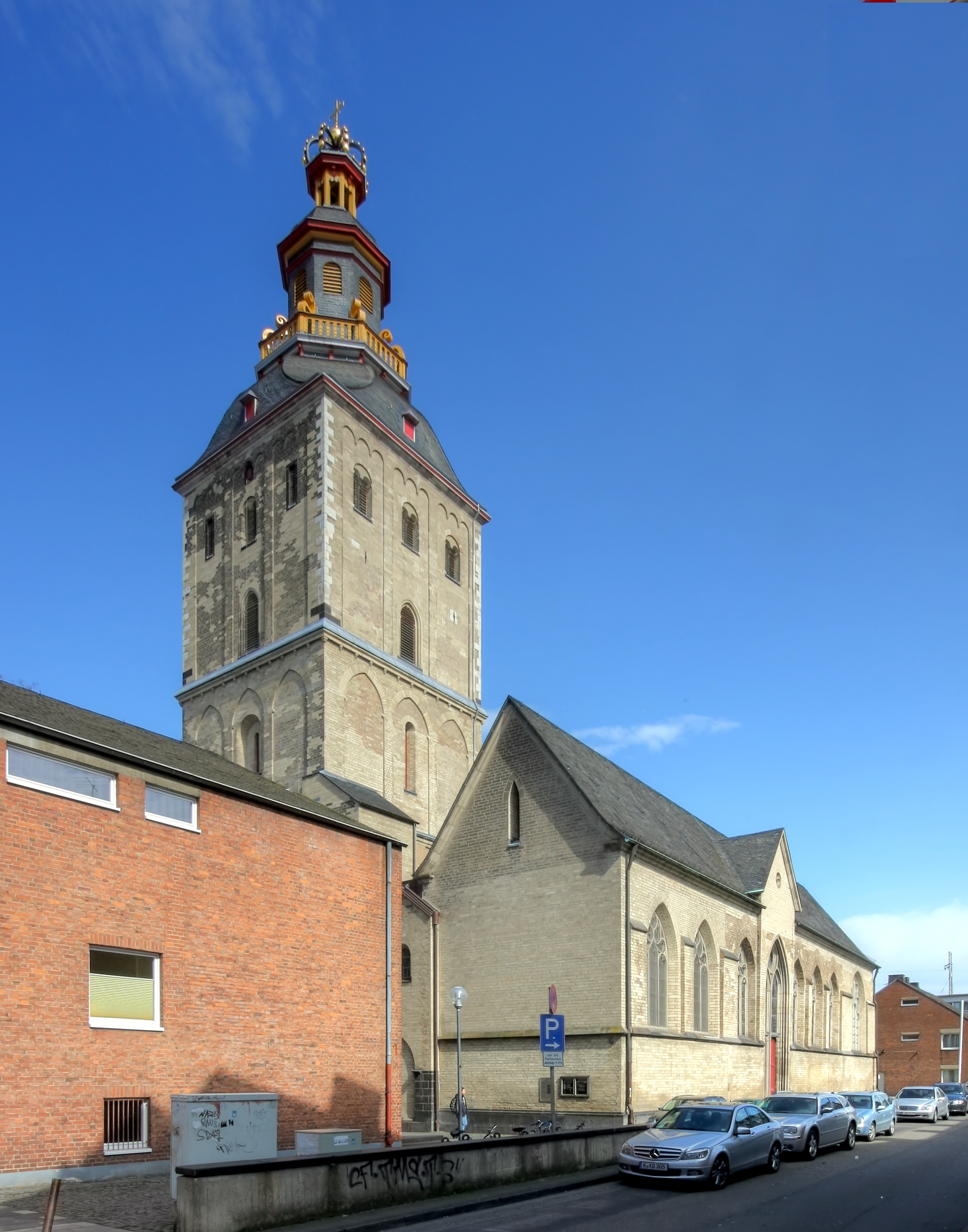
Szent Orsolya-templom, Köln

Egy 10. századi passió meséli el egy breton uralkodó lányának, a rendkívüli szépségű Orsolyának a történetét, akit titokban felszenteltek Isten szolgálatára, de a kezét megkérte a pogány Ereus herceg. Az elutasítás a hercegnő részéről háború kirobbanása kockázatával járt volna, meg azért is, mert álmában ezt tanácsolta neki egy angyal, kérte, hogy halasszák el a döntést három évre, annak érdekében, hogy jobban megértsék az Úr szándékát, abban a reményben, hogy a vőlegény felveszi a keresztséget, és meggondolja magát. A megállapított idő lejártakor még mindig sürgette egy isteni hírnök, Orsolya tengerre szállt tizenegyezer társnőjével, egyes verziók szerint még a vőlegénye is vele tartott. Áthajózott Angliába, majd vissza a kontinensre tizenegy hajóból álló flottájával, aztán egy nagy vihar elől felhajózott a Rajnán Kölnig, majd a svájci Bázelba, ahonnan gyalog folytatta zarándoklatát Rómába.
Rómában Orsolyát és társnőit a történelem által ismeretlen Cyriacus pápa fogadta. Majd ugyanazon az útvonalon visszatértek Kölnbe, amelyet időközben már meghódított Attila hun király: itt a tizenegyezer szűzet egy nap alatt lemészárolták a dühödt barbárok, míg a híres hun király, beleszeretett a szépségbe, és megkímélte a várost, s közben ő is feleségül kérte, hogy megmentse az életét. Az elutasítás következménye azonban nyílzápor lett, amely egy kései változat szerint a vele utazó Cyriacus pápát is megölte.

## Kultusza
Orsolyát, akinek neve a latin Ursula (jelentése kis medve) szóból származik, tisztelték egész Európában, de már 8. században felvették a tizenegyezer szűz kultuszába. Lehetséges, hogy legendája a távolba vesző pogány mítoszban szereplő istennő, Freyja alakját eleveníti fel, aki Horsel vagy Ursel néven üdvözölte a túlvilágon a halott leányokat.
Ennek a legendának az a történelmi tény az alapja, hogy relikviákat találtak egy kölni templomban egy ősi felirat kíséretében, amelyben egy bizonyos Clematius azt állította, hogy vallási épületet óhajtott emelni azon a helyen, ahol a szüzek mártíromságot szenvedtek keresztény hitükért, valószínűleg Diocletianus római császár alatt. A felirat tartalmazza néhány ilyen ősi mártírnő nevét (Alexandriai Szent Aurélia, Cordola, Cunera, Pinnosa, Kunigunda és a britanniai Odialia) köztük Ursuláét is. Más történetileg valószínűtlen állítás, hogy a szüzek egyike, Cunera megszökött a mártíromság elől, Frízia királyának köszönhetően, majd Hollandiában halt vértanúhalált.
A legenda szerinti tizenegyezer szűz talán elírás, az undecim milia (vagy undecim miliarium) a tizenegy (vagy a tizenegyedik) mérföldet is jelentheti Köln városától.
Orsolya és a tizenegyezer szűz évszázadok óta kedvelt, ismétlődő, rendkívül elterjedt történet a középkorban, számos irodalmi kompozíciót és műalkotást ihletett, amelyek között, a leghíresebb Hans Memling Brugge-ben írt ciklusa, és Vittore Carpaccio, Gallerie dell'Accademiában (Velence) őrzött festményei.
Ursula lett a pedagógusok, az egyetemek, a kelmekereskedők és a beteg gyermekek patrónája.
Az 1200 és 1500 között alapított néhány szerzetesrendet az Orsolya hajócskái névvel illették, amelyek között talán az első a Misericordia di Pisa volt. A hívek vállalták, hogy részt vesznek közös imában, abban a reményben, hogy Orsolya ezért egyengeti a Paradicsomba vezető útjukat. Az 1535-ben Merici Szent Angéla által alapított bresciai Szent Orsolya-rendet lányok oktatásának szentelte, azóta tekinthető a tanárok védőszentjének.
Október 21-én ünnepeltek a Misericordia di Pisa első védőszentjeként.

### Patronátusai
- Virgin-szigetek
- Saint-Pierre és Miquelon (rövid időre)
- Oberursel (Hessen)
- Campogalliano (Modena megye)
- Marcorengo, Brusasco egyik frakciója (Torino megye)
- Poirino (Torino megye)
- Sant’Orsola Terme (Trento autonóm megye)
- Tuenno (Trento autonóm megye)

### Ikonográfia
A művészet Orsolyát élete különböző pillanataiban ábrázolja: az álom, a találkozás Cyriacus pápával, az utazás, a mártíromság. Hercegnőként, királyi ruhákban, rendszerint koronával a fején; attribútumaival: a vértanúság pálmája, a nyílvessző, amely megölte, egy fehér zászló piros kereszttel mint a győzelem jele a halál felett mártíromság által, s egy hajó. Gyakran ábrázolták a séma szerint Szűz Mária, az irgalom anyjaként: egy nagy, nyitott köpeny alatt jelenik meg, amely először társai, majd a legenda többi szereplője, végül a szerzetesrend tagjai fölé borul. Orsolya szokatlan ábrázolása a pisai Szent Máté Nemzeti Múzeumban: a festmény fatáblára készült, a pisai iskolában 1375-ben, a szent koronával a fején, baljában a pisaiak zászlajával, jobbjával a város allegóriáját (felismerhető a ruhájára hímzett parlagi sasról) segíti kilábalni a vizekből, egyértelmű hivatkozás egy árvízre az Arno-folyón, amelyet a szent hivatott megelőzni, vagy a károkat enyhíteni.
A Misericordia di Pisa négy ábrázolása: egy fából készült szobor, amely képviseli hozzáállását az imához, koronával a fején, pálmával a kezében. Még egy festmény a késő tizenhetedik századi mellkép, koronával a fején, a zászló a kereszttel, majd pedig egy nyíl, amely áthatol a torkán. Aztán ott van jelképe, a pala, a bizonytalan korú képen, a séma szerint Mária, az irgalom anyjaként: a nyitott köpeny, menedékül a mártírtársaknak. Végül van egy kis arckép, egy tizenhetedik századi ábrázolás, amelyen szerepel a szent korona, a zászló, a nyíllal, amely átüti a nyakát.
Vigo di Cadore kis templomot szentelt neki, festményciklusa a falon jó állapotban megmaradt a tizennegyedik század közepéről, s van egy csontereklye is a szenttől.

## Képgaléria

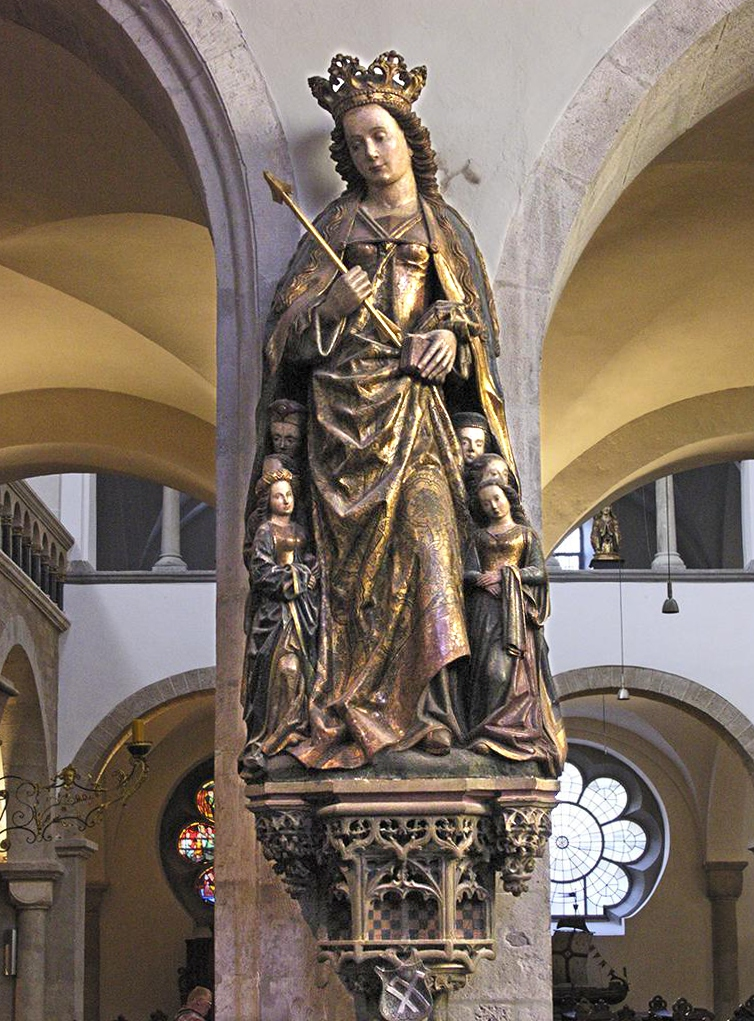
Védőköpenyszobra, Szent Orsolya-templom, Köln
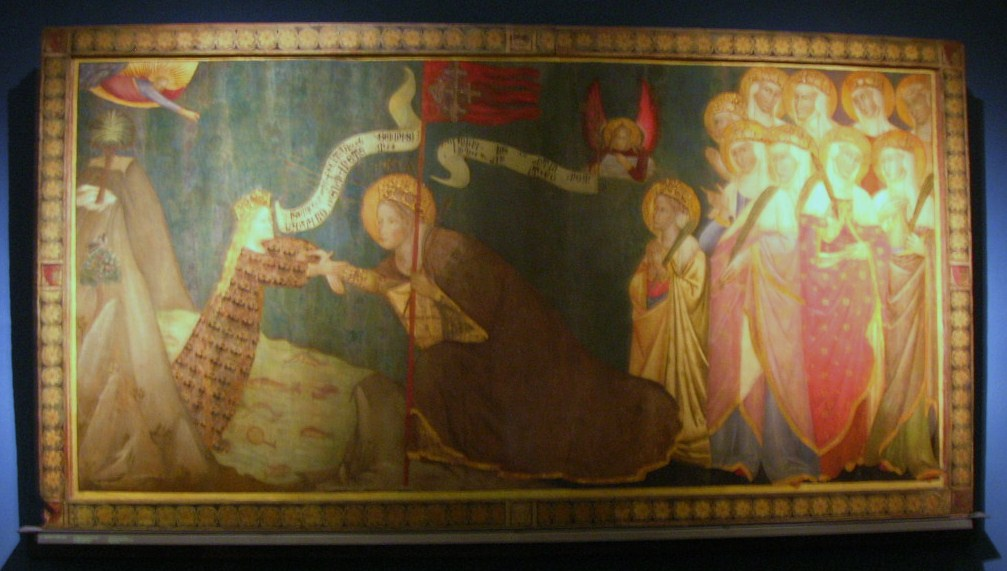
Szent Orsolya megmenti Pisát az árvíztől, Museo Nazionale di San Matteo, Pisa
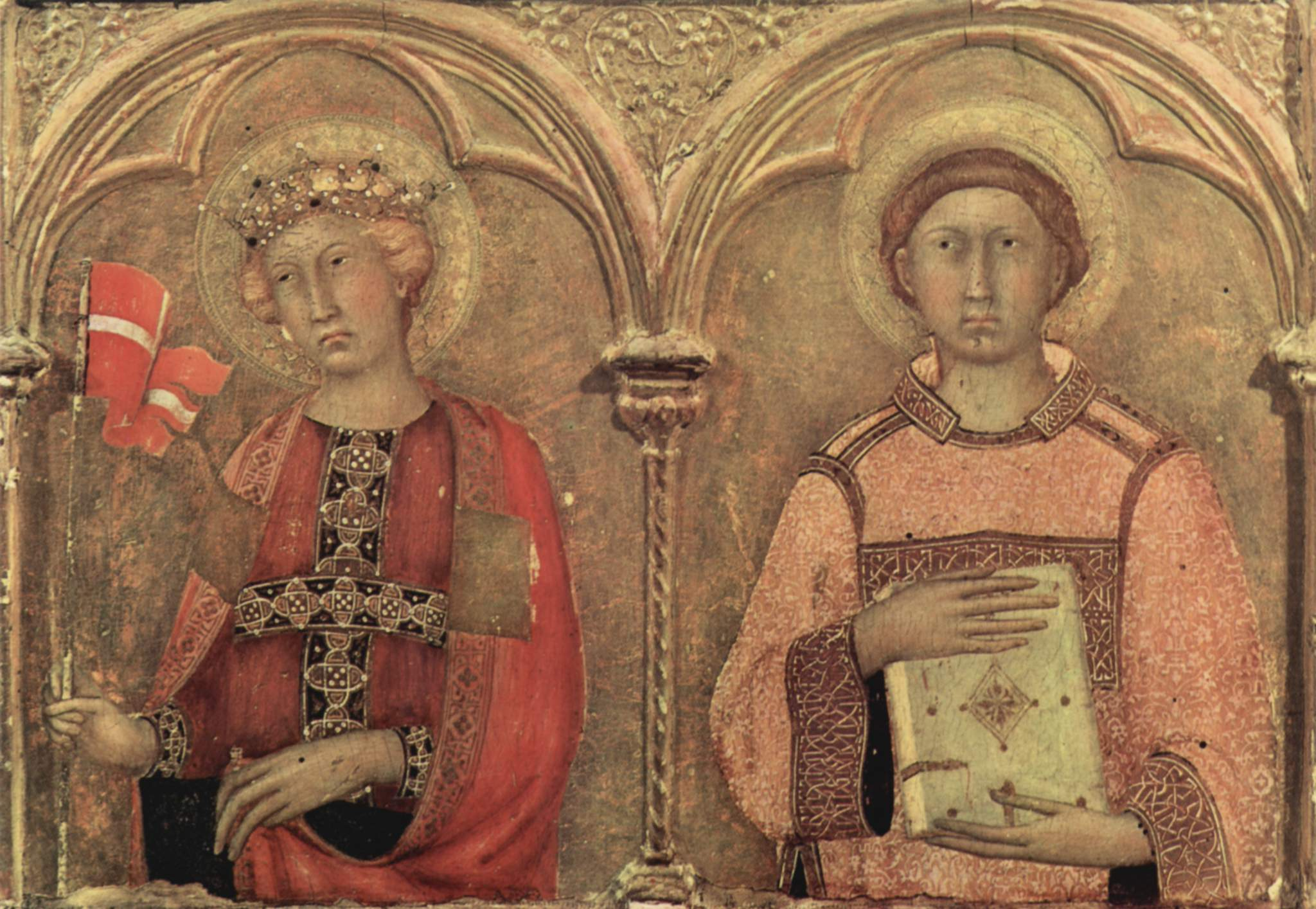
Pisai táblaképlépcső részlete, Simone Martini festménye (1330 k.), Museo Nazionale di San Matteo, Pisa
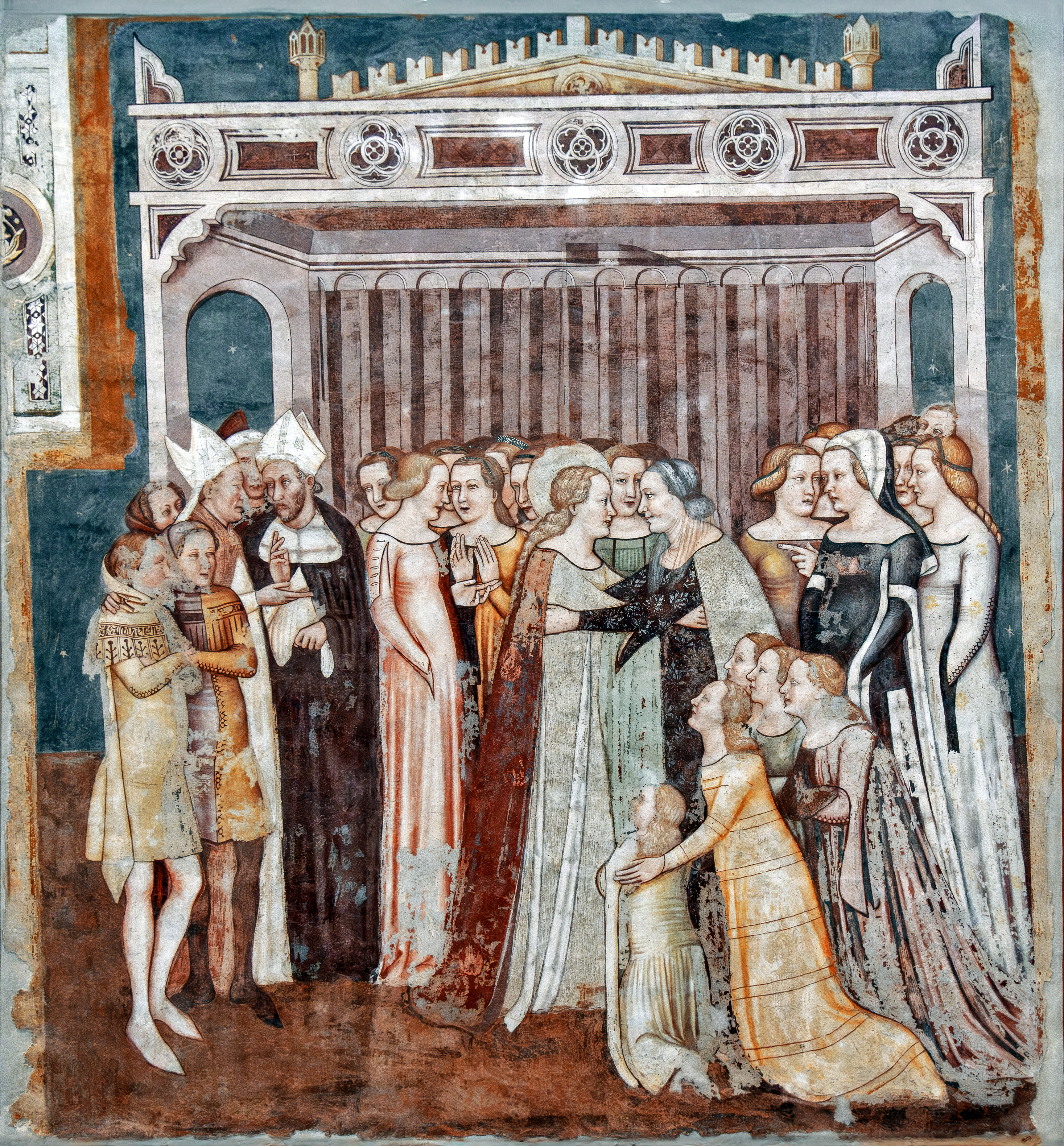
Szent Orsolya elküldése, Tommaso da Modena (14. század)
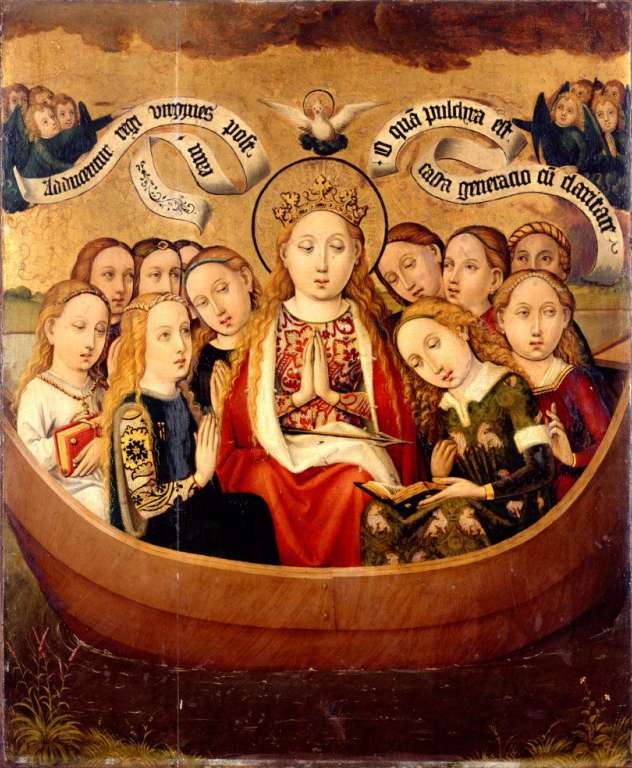
Szent Orsolya és társai utazása, Reno-iskola (15. század)
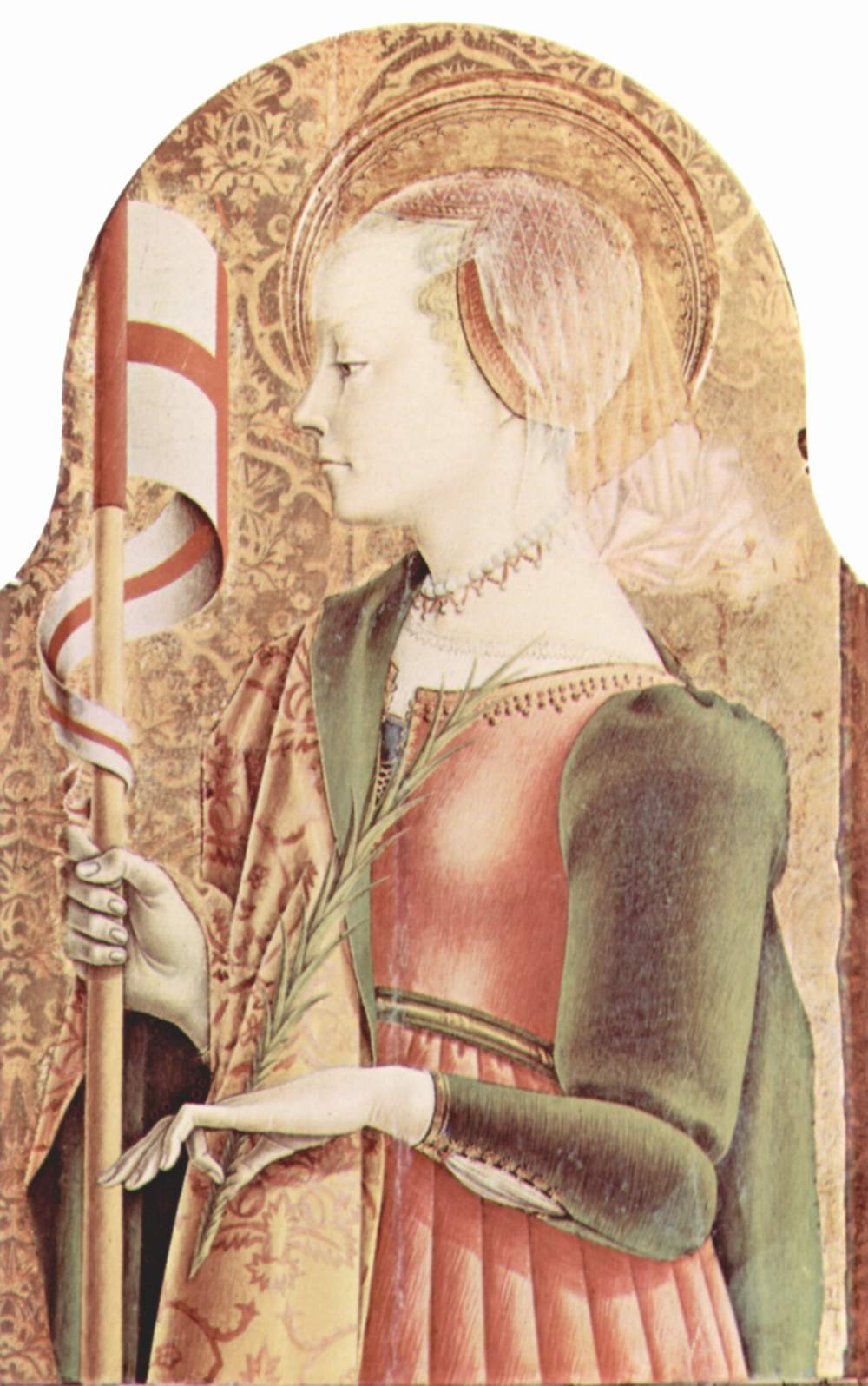
Oltárképpanel (1473) Ascoli Piceno katedrálisa, Carlo Crivelli
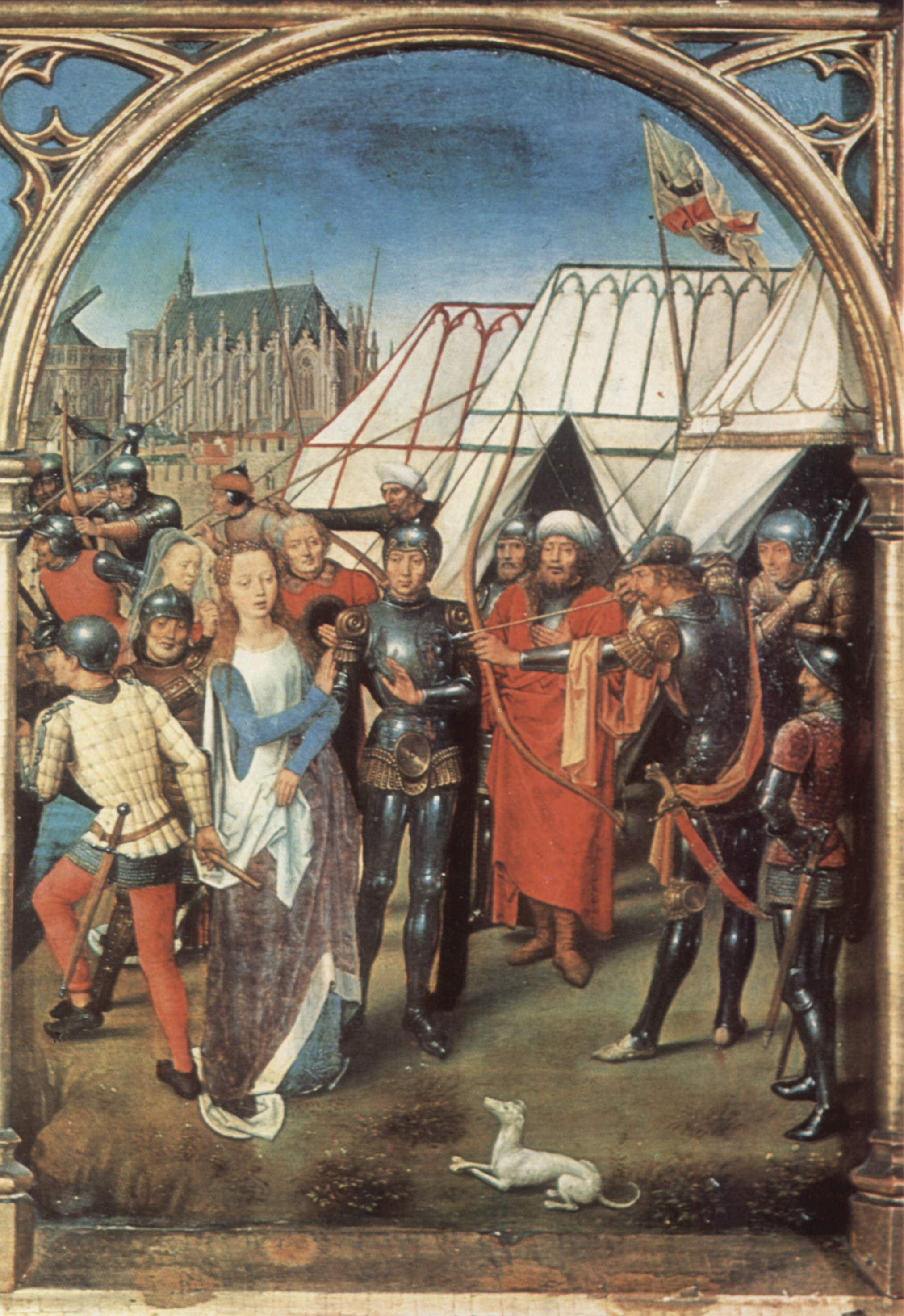
Hans Memling: Szent Orsolya mártíriuma
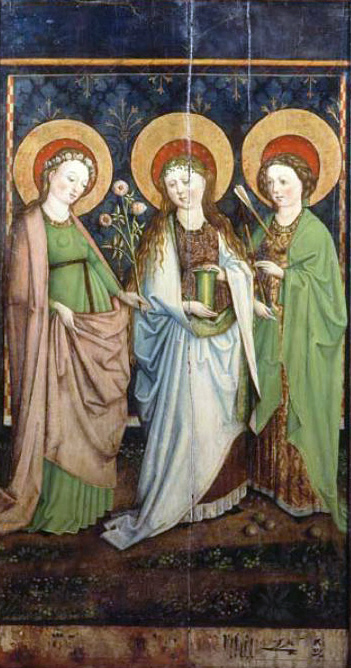
Szent Dorottya, Mária Magdolna és Orsolya (1480 circa), Schweizerisches Nationalmuseum, Zürich
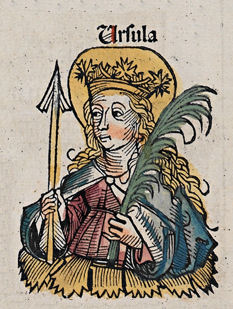
Illusztráció a Nürnbergi Krónikából (1493)
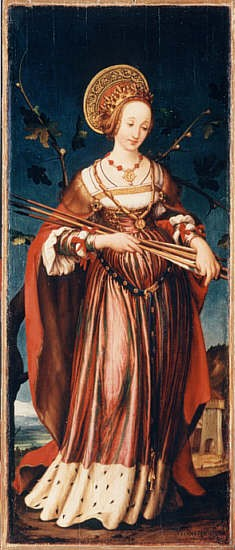
Ifj. Hans Holbein: Kölni Orsolya (1523), Kunsthalle, Karlsruhe
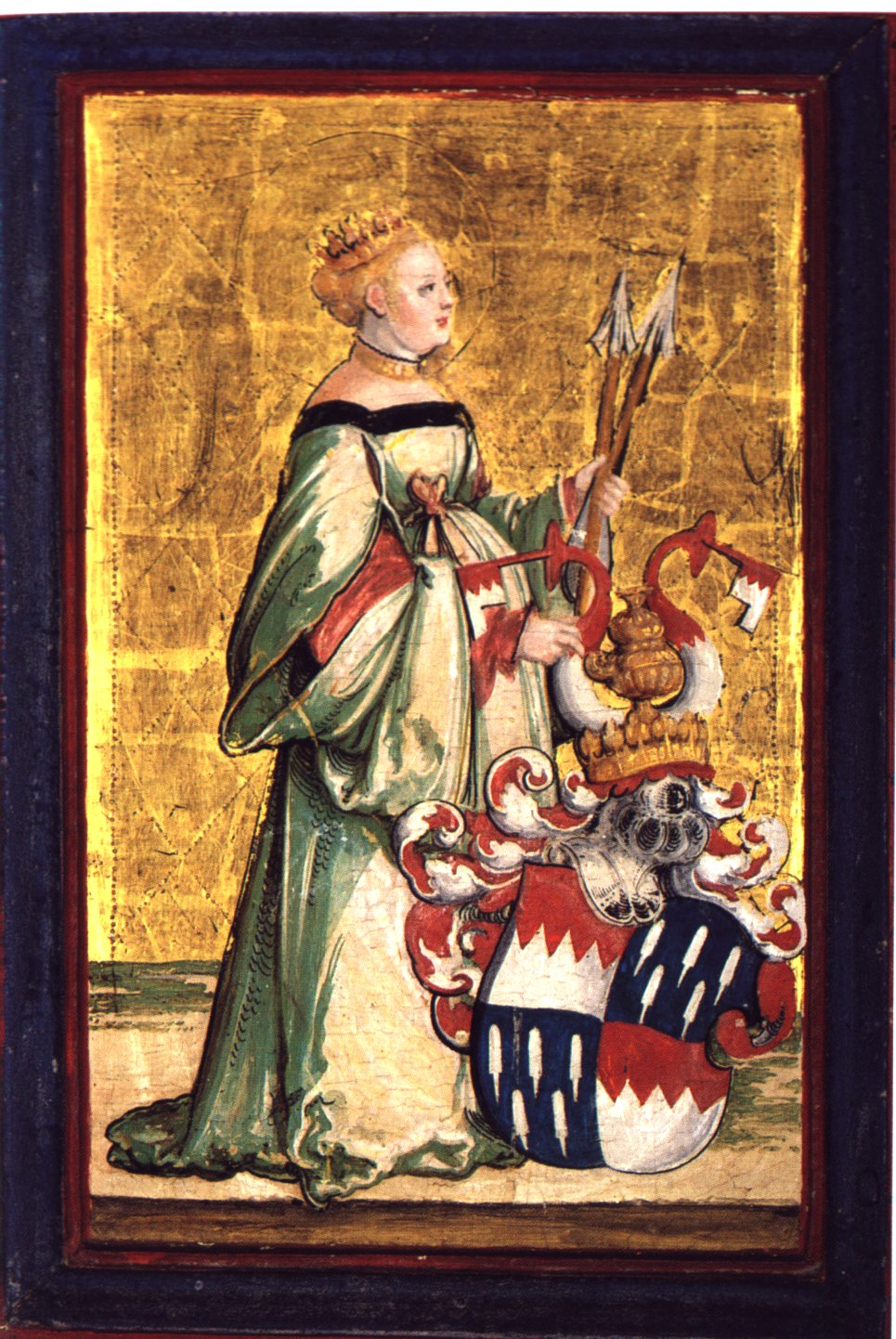
Meister von Messkirch Oltárkép (1531), Hohenzollern hercegi gyűjteményék, Sigmaringen
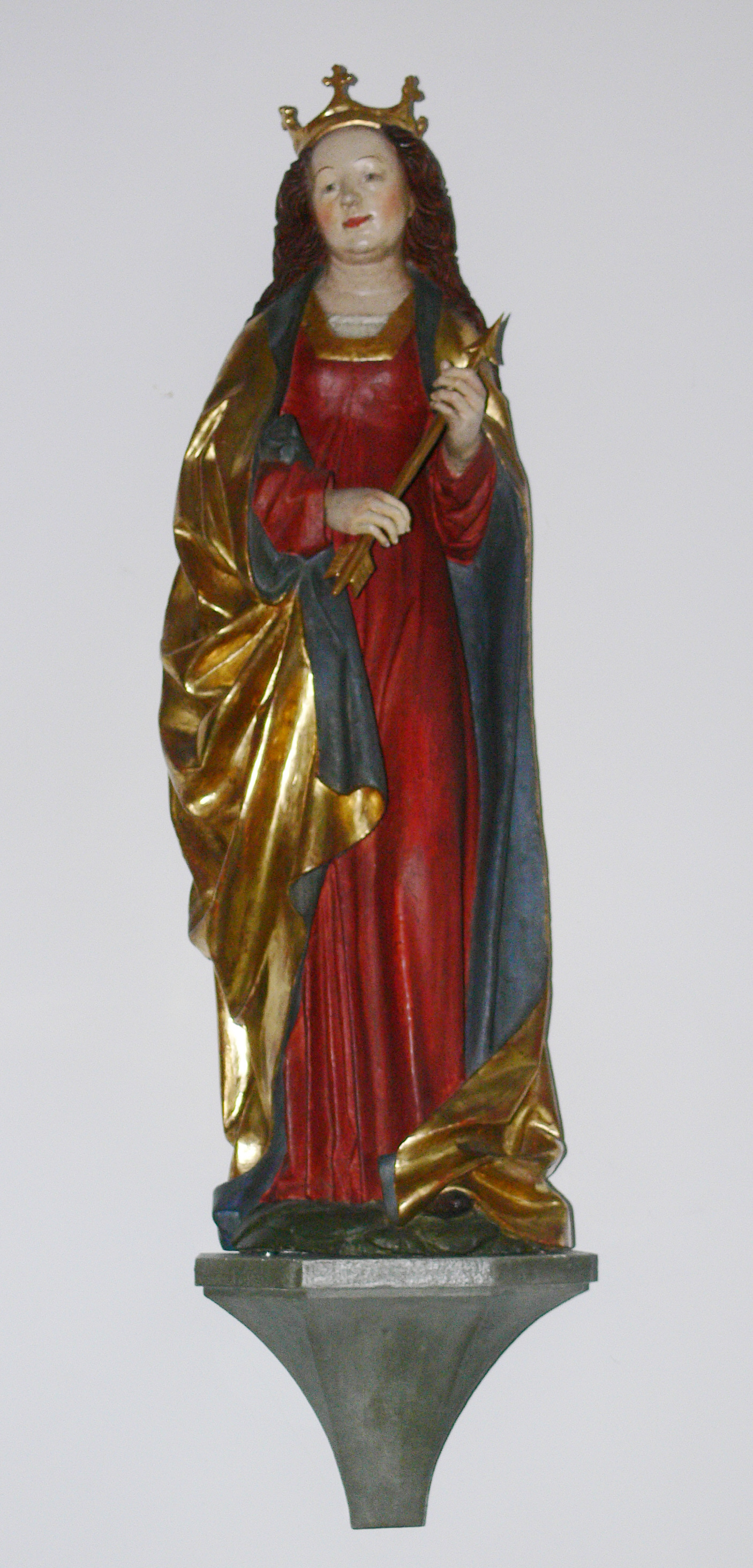
Faszobra, Liebfrauenkirche, Ravensburg
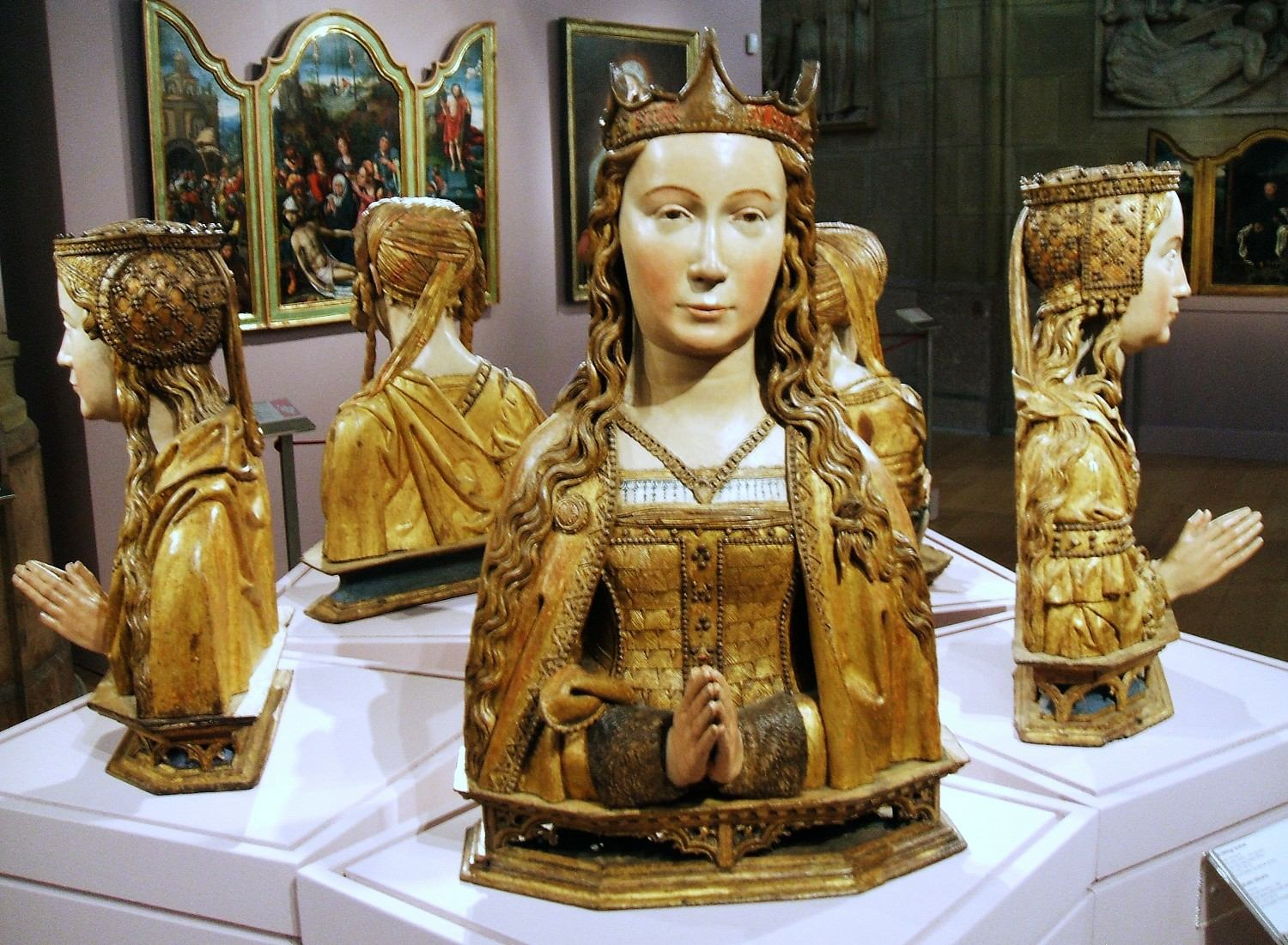
Szent Orsolya és négy társnője mellszobra, Museo Diocesano de Arte Sacro, Araba
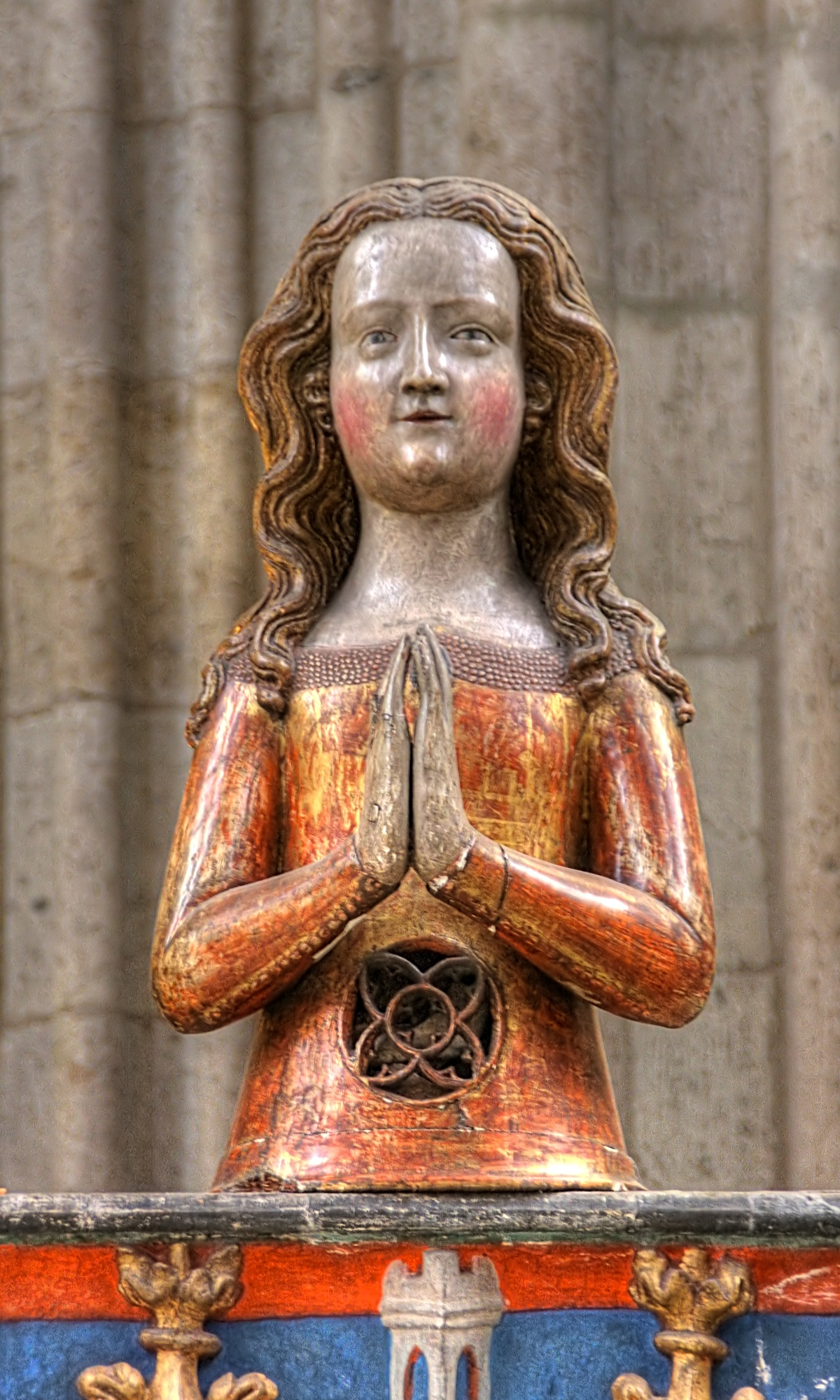
Ereklyetartó mellszobra, Szent Orsolya-templom, Köln
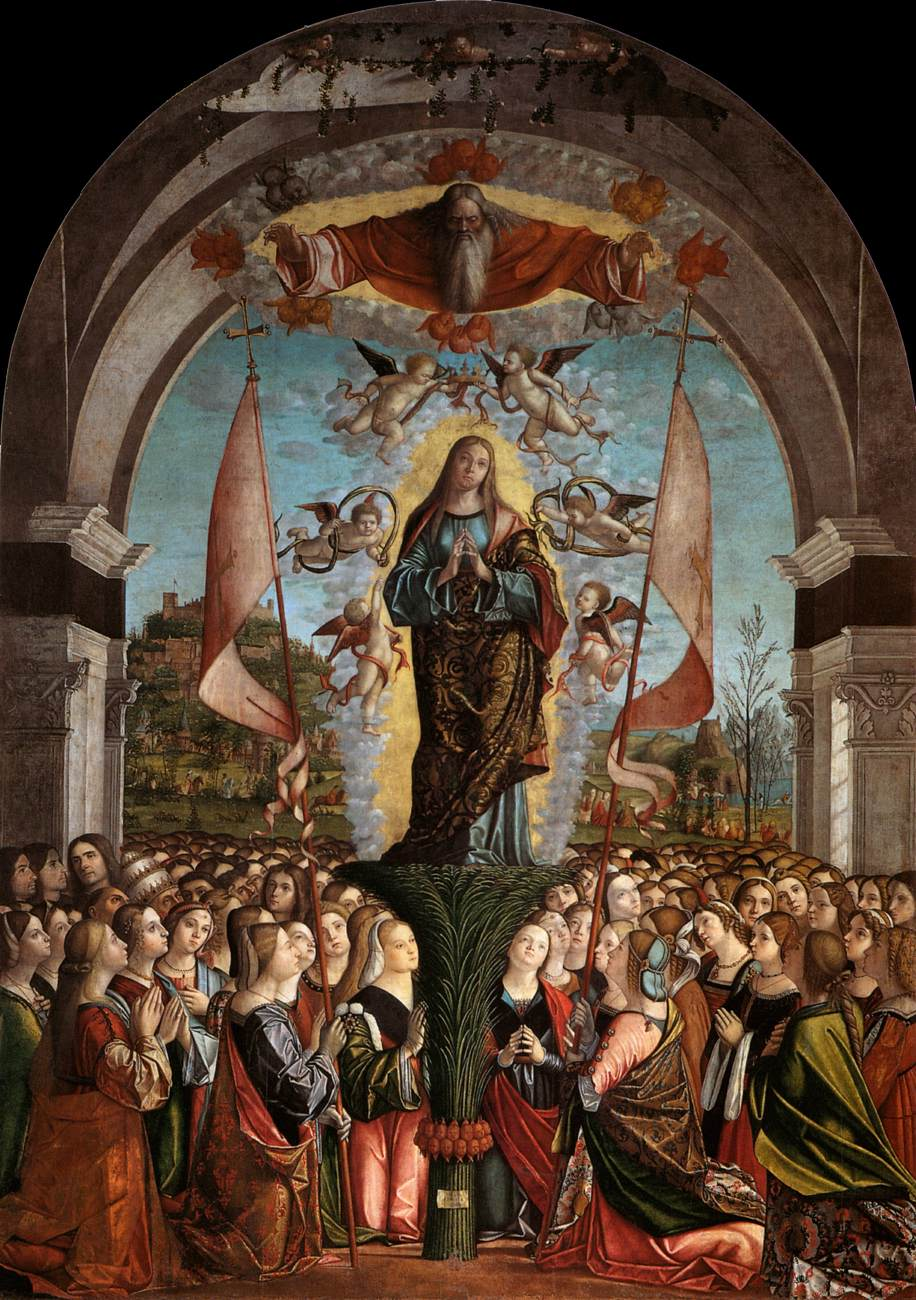
Vittore Carpaccio: Szent Orsolya apoteózisa
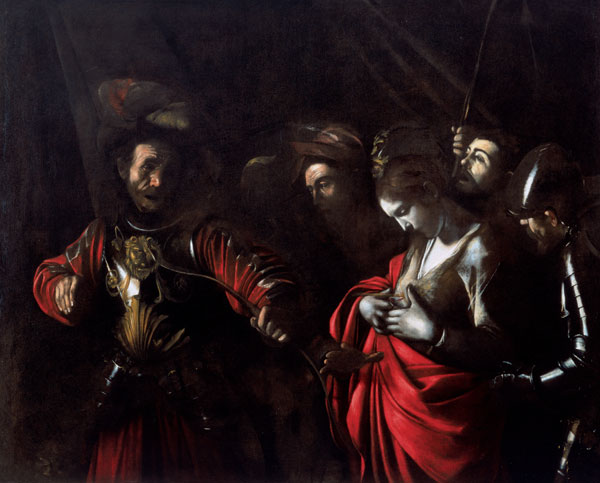
Caravaggio: Szent Orsolya vértanúsága
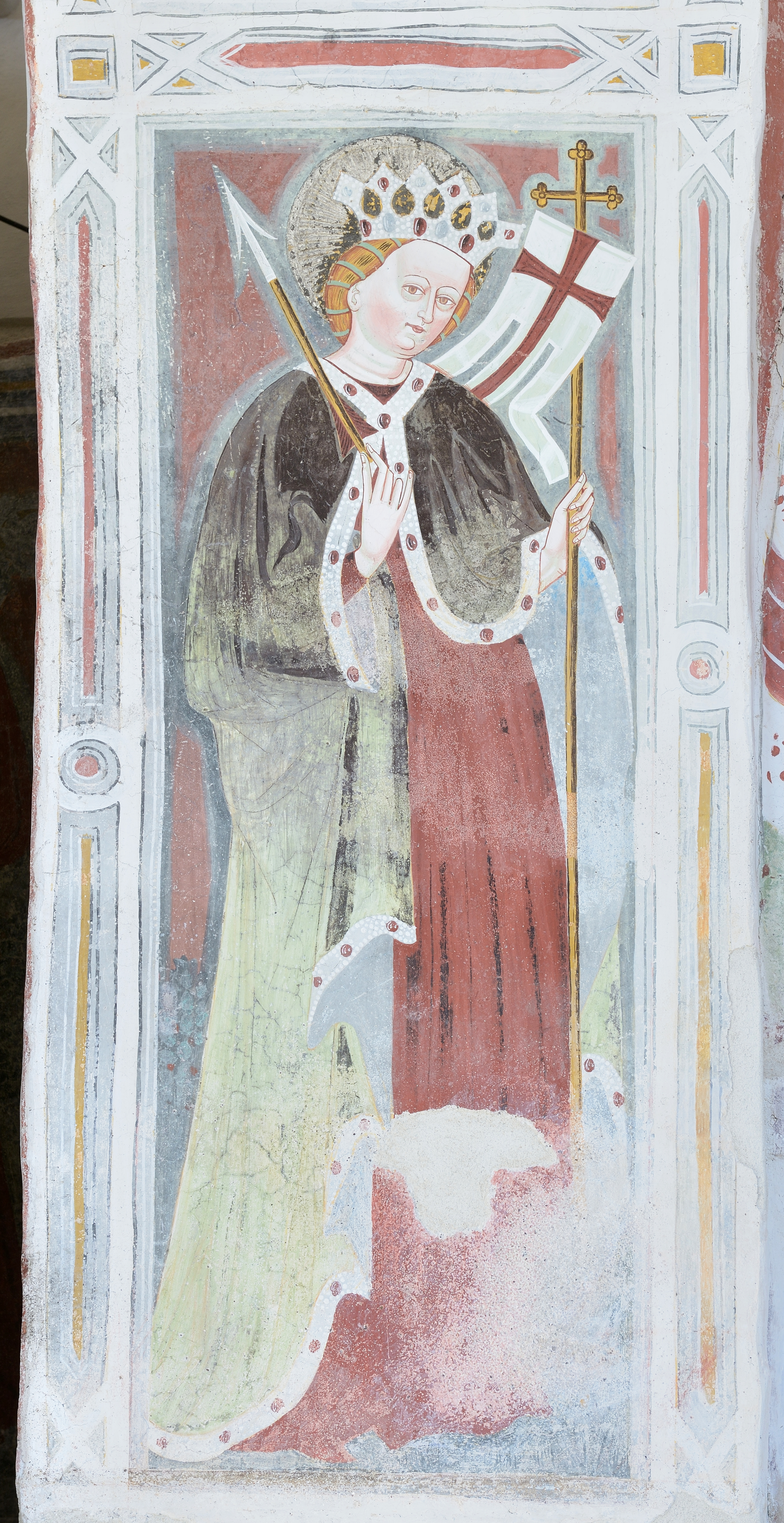
1400 körüli freskó, Szent Jakab-templom, Ortisei

## Érdekesség
- Kolumbusz Kristóf második amerikai útján felfedezett egy szigetcsoportot a Karib-térségben, amelyet Szent Orsolyáról és a 11 000 szűzről nevezett el. Ezek lettek a Virgin-szigetek, amelyek egyike Tortola, a Brit Virgin-szigetek része a szent napját, október 21-ét nemzeti ünnepként megtartja.

## Bibliográfia
- Iacopo da Varazze (szerk. A. V. Brovarone és L. V. Brovarone): Leggenda aurea, Einaudi Editore, Milánó, 2007 ISBN 978-88-06-18322-6
- Liverani, Mariella: Orsola e compagne. Iconografia,  Biblioteca Sanctorum IX., Cittá Nuova Editrice, Róma, 1967
- Zarri, Gabriella: Sante pellegrine: Orsola e compagne. Le donne ai tempi del giubileo. Con singolar modestia e insolita devozione, Skira, Milánó, 1967, 49–72. o.
- Oskar Schade: Die Sage von der heiligen Ursula und den elftausend Jungfrauen: Ein Beitrag zur Sagenforschung. 3. Auflage. Rümpler, Hannover 1854 (Digitalisat) (németül)

## Fordítás
- Ez a szócikk részben vagy egészben  a   Sant'Orsola című olasz Wikipédia-szócikk ezen változatának fordításán alapul.  Az eredeti cikk szerkesztőit annak laptörténete sorolja fel. Ez a jelzés csupán a megfogalmazás eredetét és a szerzői jogokat jelzi, nem szolgál a cikkben szereplő információk forrásmegjelöléseként.